# Кацазо Нуова (Удине)
Кацазо Нуова је насеље у Италији у округу Удине, региону Фурланија-Јулијска крајина.
Према процени из 2011. у насељу је живело 25 становника. Насеље се налази на надморској висини од 743 м.